# Charles G. Finney
Charles G. Finney (Sedalia, Missouri, 1905-1984) va ser un escriptor i periodista estatunidenc, que va conrear el gènere fantàstic. El seu nom complet era Charles Grandison Finney en honor de l'homònim líder religiós nord-americà.
Va servir a la Xina amb l'Armada dels Estats Units, en el 15é regiment d'infanteria, des de l'any 1927 fins a l'any 1929. En les seues memòries, indica que la seua primera novel·la, i l'obra més famosa de les que va escriure, The Circus of Dr. Lao (El circ del Dr. Lao), va ser concebuda a Tientsin el 1929. Després del seu pas per l'exèrcit, va treballar a l'Arizona Daily Star a Tucson, Arizona, 1930-1970, segons sembla de corrector de proves.
Diversos documents de Finney, incloent-hi fotografies i correspondència, han estat recollits per la Biblioteca de la Universitat d'Arizona (Main Library Special Collections, Collection Number: AZ 024, Papers of Charles G. Finney, 1959-1966). Entre aquests documents s'hi troben els manuscrits (a màquina) de "A Sermon at Casa Grande", "Isabelle the Inscrutable", "Murder with Feathers", ""The Night Crawler", "Private Prince", "An Anabasis in Minor Key", "The Old China Hands", i "The Ghosts of Manacle".

## Obres selectes
- 1935 The Circus of Dr. Lao
- 1937 The Unholy City
- 1939 Past the End of the Pavement
- 1945 Fraulein Thea (en col·laboració amb Hans Natonek)
- ???? Lilith (en col·laboració amb Hans Natonek)
- 1961 The Old China Hands, memòries
- 1964 The Ghosts of Manacle,una col·lecció
- 1968 The Magician Out of Manchuria

- "A Sermon at Casa Grande" a Point West, setembre, 1963
- "Isabelle the Inscrutable" a Harper's, 228:1367 (abril 1964) pp. 51-58.
- "Murder with Feathers" a Harper's 232:1391 (abril 1966) pp. 112-113.
- "The Night Crawler" a The New Yorker, 5 de desembre, 1959.
- "Private Prince" a The New Yorker, 24 de juny, 1961.
- "An Anabasis in Minor Key" a The New Yorker, 26 de març, 1960.